# Вікіпедія пфальцьким діалектом німецької мови
Вікіпедія пфальцьким діалектом німецької мови (пфал. діал. Wikipedia) — розділ Вікіпедії пфальцьким діалектом німецької мови. Створена у 2010 році. Вікіпедія пфальцьким діалектом німецької мови станом на 26 березня 2025 року містить 2802 статті, 12 898 зареєстрованих користувачів, 18 активних дописувачів, 4 адміністраторів
. Загальна кількість сторінок у цій Вікіпедії — 7029, редагувань — 92 096, мультимедійні файли відсутні
. Глибина (рівень розвитку мовного розділу) Вікіпедії пфальцьким діалектом німецької мови мала і становить 29.8 пунктів
. 

## Історія
- Березень 2015 — створена 2 000-на стаття[3].